# Gerhard Meissburger
Gerhard Meissburger (* 14. Juli 1926 in Basel; † 1. März 1980 in Bonn) war ein Schweizer germanistischer Mediävist.

## Leben
Nach der Promotion zum Dr. phil. 1953 an der Universität Basel und der Habilitation in Freiburg im Breisgau am 23. Juli 1966 wurde er 1971 ordentlicher Professor für deutsche Literatur des Mittelalters und Geschichte der deutschen Sprache an der Universität Bonn.

## Schriften (Auswahl)
- Tristan und Isold mit den weißen Händen. Die Auffassung der Minne, der Liebe und der Ehe bei Gottfried von Straßburg und Ulrich von Türheim. Basel 1954, OCLC 799282047.
- Grundlagen zum Verständnis der deutschen Mönchsdichtung im 11. und im 12. Jahrhundert. München 1970, OCLC 641699707.
- Einführung in die mediävistische Germanistik. Herausgegeben und erweitert von Trude Ehlert. Göppingen 1983, ISBN 3-87452-587-2.